# Витікання рідини з отворів та насадок
Витікання рідини з отворів та насадок — гідравлічна задача.
Розрізняють:
- Витікання рідини з малих отворів у тонкій стінці.
- Витікання через затоплений отвір.
- Витікання через великі отвори.
- Витікання при мінливому напорі.
- Витікання рідини через насадки.

## Витікання рідини з малих отворів у тонкій стінці

### Загальний опис
Отвори, у різних точках яких геометричний напір Н є практично однаковим, а висота (діаметр) не перевищує 0,1Н, називають малими (рис. 1.). Стінку вважають тонкою, якщо її товщина не перевищує δ < 0,67Н.
При цьому в залежності від взаєморозташування отвору і стінок посудини враховують коефіцієнт стиску струменя. Стиск називають досконалим (рис.2. позиція 1) в тому випадку, коли бокові стінки та дно посудини не впливають на витікання. Недосконалий стиск (рис. 2. позиція 2) має місце у тому випадку, коли отвір розташовано на відстані l від бокової стінки або дна меншого за потроєний розмір отвору (l ≤ 3d або l ≤ 3а). Стиск струменя на підході до отвору може бути повним (по всьому периметру) або неповним (рис.2. позиція 3), якщо з одного або кількох боків рідина не відчуває тиску.

### Галузі застосування
Гідравлічна задача витікання рідини з малих отворів у тонкій стінці постає і вирішується в рамках гідравлічних розрахунків при зберіганні і транспортуванні рідин — вода, нафта, нафтопродукти, рідинні хімічні реагенти, розсоли тощо і їх вивантаженні шляхом переливання.

## Витікання через затоплений отвір

Витікання із затопленого отвору.

Витікання із затопленого отвору.

Витікання через затоплений отвір відбувається під напором Н1 — Н2 (рис. 3) і витрату визначають за формулою:
де ω — площа отвору; g — прискорення вільного падіння; μ — коефіцієнт витрати.

## Витікання через великі отвори

Витікання з великих отворів.

Великим вважають отвір з неоднаковим геометричним напором у різних точках по висоті.
Для великого прямокутного отвору у тонкій вертикальній стінці за сталим рівнем рідини у посудині (рис. 4) витрата визначається за формулою:

Витікання із великого отвору.

Значення коефіцієнта витрати μв для великих отворів наведено в таблиці:

Витікання із великого отвору.

## Витікання при мінливому напорі

Витікання рідини з посудини довільної форми за наявності припливу

У загальному випадку витікання рідини з посудини довільної форми за наявності припливу (рис. 5) рівняння балансу записують як:

Для використання цієї формули необхідно знати як змінюється із зміною тривалості витікання витрата припливу, а також закономірність зміни площі перетину посудини по її висоті.
Час повного випорожнення резервуару довільної форми:
Тут z1 = z (за рис. 5).

Витікання при змінному напорі з одної посудини до іншої під мінливий рівень показано на рис. 6.

Витікання при змінному напорі з одної посудини до іншої під мінливий рівень.

Тривалість витікання при змінному напорі з одної посудини до іншої під мінливий рівень (рис. 6):
- до часткового вирівнювання рівнів з відповідною зміною робочих напорів від z1 до z2

- до повного вирівнювання рівнів (z2 = 0)

## Інтернет-ресурси
- Витікання рідини з отворів та насадок (відео)